# Imani Hakim

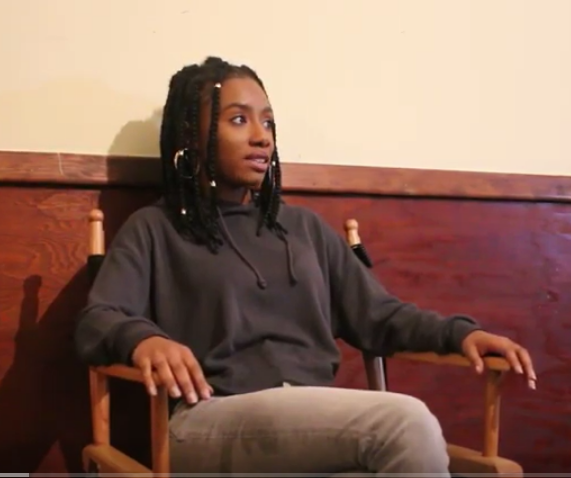
Imani Hakim, 2018

Imani Hakim (* 12. August 1993 in Cleveland, Ohio) ist eine amerikanische Schauspielerin. Sie ist bekannt durch ihre Rolle der Tonya in der Serie Alle hassen Chris.

## Leben
Mit sieben Jahren studierte Hakim Schauspielerei am Karamu House Theater in Cleveland. Sie studierte ebenso an der Alexanders Workshop School in Lakewood und an der The Young Actors Space in Burbank in Kalifornien. Sie lebt in Los Angeles.

## Filmografie (Auswahl)
- 2005–2009: Alle hassen Chris (Everybody Hates Chris, Fernsehserie, 88 Folgen)
- 2006: CSI: Vegas (Fernsehserie, 1 Folge)
- 2008: Tauschrausch (The Replacements, Fernsehserie, 2 Folgen)
- 2009: Emergency Room – Die Notaufnahme (ER, Fernsehserie, 3 Folgen)
- 2009: Die Zauberer vom Waverly Place (Wizards of Waverly Place, Fernsehserie, 1 Folge)
- 2014: The Gabby Douglas Story
- 2016: Sharknado 4 (Sharknado: The 4th Awakens, Fernsehfilm)
- 2017: Burning Sands
- 2017: Sollers Point
- 2018: Cam
- 2018: Down for Whatever (Fernsehfilm)
- 2020–2025: Mythic Quest: Raven’s Banquet (Fernsehserie)
- 2023: Die Pokémon-Concierge (Fernsehserie)